# Челсом, Питер
Питер Челсом (англ. Peter Chelsom) — британский кинорежиссёр, сценарист и актёр. Двукратный номинант на премию BAFTA (1988, 1993).

## Биография
Родился в Блэкпуле (Ланкашир) в семье владельцев сети антикварных магазинов Реджинальда и Кэй Челсом.
Учился в Центральной школе драмы в Лондоне. Имеет двойное гражданство США и Великобритании, является почётным гражданином небольшого городка Фивиццано в Тоскане.
Преподаёт в Корнеллском университете.
Женат на Линдси МакКракен. У пары трое детей.